# Сана (мухафаза)
Сана́ (араб.  صنعاء‎, Санъа) — одна из мухафаз Йемена. Расположена на западе центральной части страны. Граничит с мухафазами: Эль-Джауф (на севере), Мариб (на востоке), Эль-Байда (на юго-востоке), Дамар (на юге), Райма и Ходейда (на юго-западе), Эль-Махвит и Амран (на северо-западе). Кроме того, мухафаза окружает территорию Столичной мухафазы (город Сана).
Площадь составляет 15 052 км²; население — 1 042 468 человек (2012). Средняя плотность населения — 69,26 чел./км². Административный центр — город Сана. На территории мухафаза находится самая большая гора Аравийского полуострова Эн-Наби-Шуайб.

## Районы (мудирии) мухафазы Сана
- Al Haymah Ad Dakhiliyah
- Al Haymah Al Kharijiyah
- Al Husn
- Arhab
- Attyal
- Bani Dhabyan
- Bani Hushaysh
- Бани-Матар
- Bilad Ar Rus
- Hamdan
- Jihanah
- Khwlan
- Манаха
- Nihm
- Sa'fan
- Sanhan

## История
Долгое правление имама ан-Насир Ахмада было наполнено борьбой против сторонников Фатимидов, которые ещё были сильны в некоторых частях Йемена. Имам собрал войско соплеменников из Хамдана, Наджрана и Хаулана (Khawlan) (Хамдан и Хаулан — сегодня это район (мудирия) мухафазы Сана) для борьбы с даватом Фатимидов. В январе 920 года он встретился с лидером исмаилитов Абд аль-Хамид из гор Mусавар (араб. مسور‎; англ. Jabal Maswar) в трехдневной битве при Хафаш (Nughash или Nufash — мудирия (район) соседней мухафазы Махвит) за пределами Саны. Абд аль-Хамид потерпел сокрушительное поражение, которое разрушило влияние исмаилитов в Йемене безвозвратно.